# ホンダ・X4
X4（エックスフォー）は、かつて本田技研工業が製造販売していたオートバイである。

## 概要

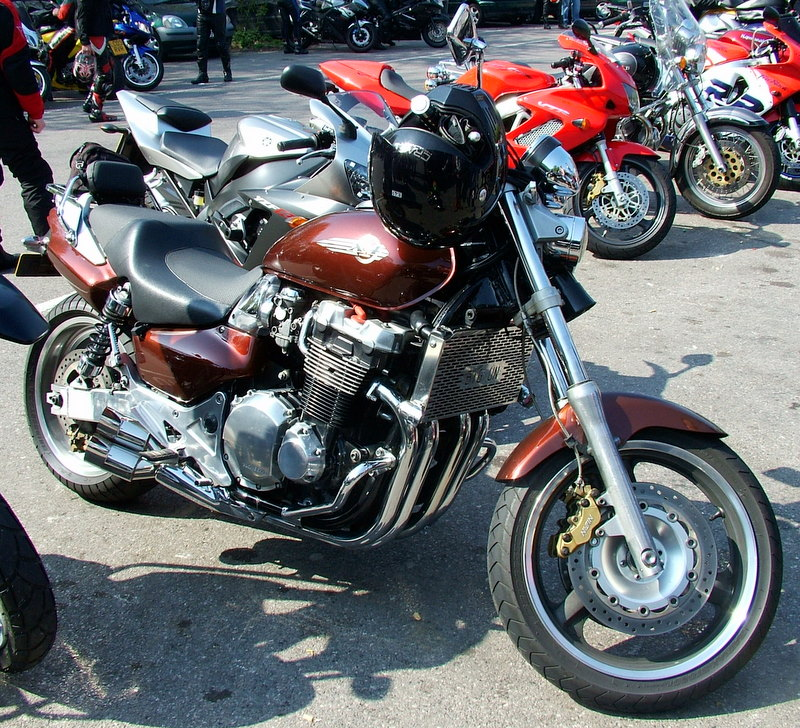
X4
ヘッドライト・マフラー・ラジエーターカバー改造車

型式はSC38型。車名は未知なる領域=Xをイメージした4気筒エンジン搭載のカスタムモデルを意味する。
1995年に開催された第31回東京モーターショーへコンセプトモデルとして参考出品。1997年2月21日正式発表、同年3月15日発売。
発売直後の1997年3月から10月までの国内登録台数累計では3,514台で第1位を記録したが、同年に開催された第32回東京モーターショーにエンジンを流用したSC40型CB1300スーパーフォアが参考出品され、翌年発売されると差違はスタイルのみであると認識がなされたことやライバル車と見なされるヤマハV-MAXに比較すると走行性能面で明確な個性が打ち出せなかったことから販売台数が大きく低下した。
また、主となる輸出先の北米市場でも高燃費・短い航続距離・高速走行時における直進安定性の悪さなどでから販売が振るわず2003年に製造・販売が終了した。

## 車両解説
「パワードカスタム」をキーワードとして開発された大型自動二輪車で、滑らかな曲線で構成した力強くボリューム感のある容量15リットルの燃料タンクや独立したサイドカバーを持ち、力強いリアの足廻りを強調するショートデッキスタイルのリヤカウルやアルミ製グラブバーなど、すっきりとした外観を表現しながらも、ビッグバイクの持つ精悍で迫力ある個性的なフォルムを形成するほか、エンジン全体を精悍な艶消しのブラック塗装とし、バフ仕上げのヘッドカバーやクラッチカバーを採用するなど高級感を強調した点が特徴である。
フレーム・足廻りは、丸型と角型断面鋼管とを組み合わせたシンプルなダブルクレードル形式を採用。シート高は730mmとされた。
ブレーキは、フロントが対向4ポットキャリパーとし焼結パッドを組み合わせた直径310mmのフローティングダブルディスク。リヤがキャリパーを下引きに配置した対向2ポット直径276mmシングルディスクを装備。タイヤは、フロントが120/70ZR18。リヤが190/60ZR17。ホイールは前輪が3本スポーク。後輪がリム幅5.5インチの中空フルディッシュアルミホイールを装着する。
排気量1,284ccのSC38E型水冷4ストローク4バルブDOHC直列4気筒エンジンを搭載。燃料供給はメインボア⌀36のVE型キャブレターとし、吸入管長管径最適化・容量7.5Lのエアクリーナーによる吸気系充填効率を徹底追求。排気系も左右合計13Lとする口径150 mmのマフラーを装備した結果、日常使用する機会の多い極低回転域から中回転域を重視する特性となり、最高出力100ps/6,500rpm・最大トルク12.3kgm/5,000rpmをマークする。変速機は5段マニュアルトランスミッションを搭載する。

## モデル一覧
1997年モデル
1997年2月21日発表、同年3月15日発売。カラーリングは以下の3種類が設定された。
- マットビュレットシルバー
- キャンディモールトンブラウン
- ピュアブラック

1998年モデル
1997年12月22日発表、1998年1月16日発売。カラーリングにフォースシルバーメタリックを追加。
1999年モデル
1998年11月26日発表、同月27日発売。以下の変更を実施。
- 燃料タンク側面エンブレムをシールタイプから立体タイプに変更。
- カラーリングを以下の3種に変更。
  - マットビュレットシルバー
  - フォースシルバーメタリック
  - パールプリズムブラック

2000年モデル

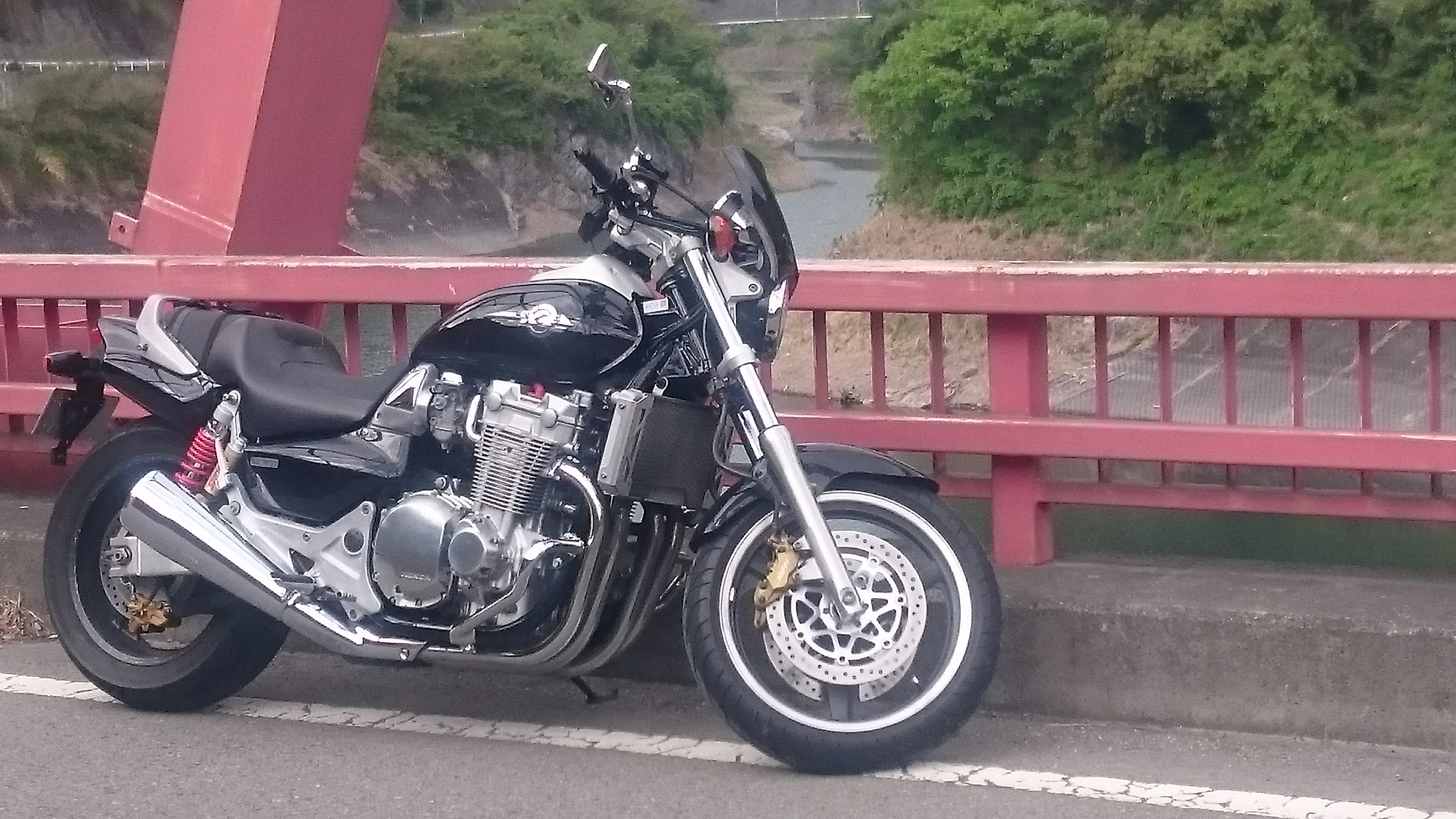

2000年3月9日発表、同月10日発売。以下のモデルチェンジを実施。
- 車名をX4 Type LDに変更し以下のセッティング見直しを実施。
  - シート高を730→720mmに低下
  - ハンドル位置を手前に20mm 上に35mm移動
- 平成12年排出ガス規制に適合二次空気導入装置を装着し型式をBC-SC38に変更
- カラーリングを以下の2種に整理
  - パールプリズムブラック
  - パールクリスタルホワイト